# Caenagnathasia

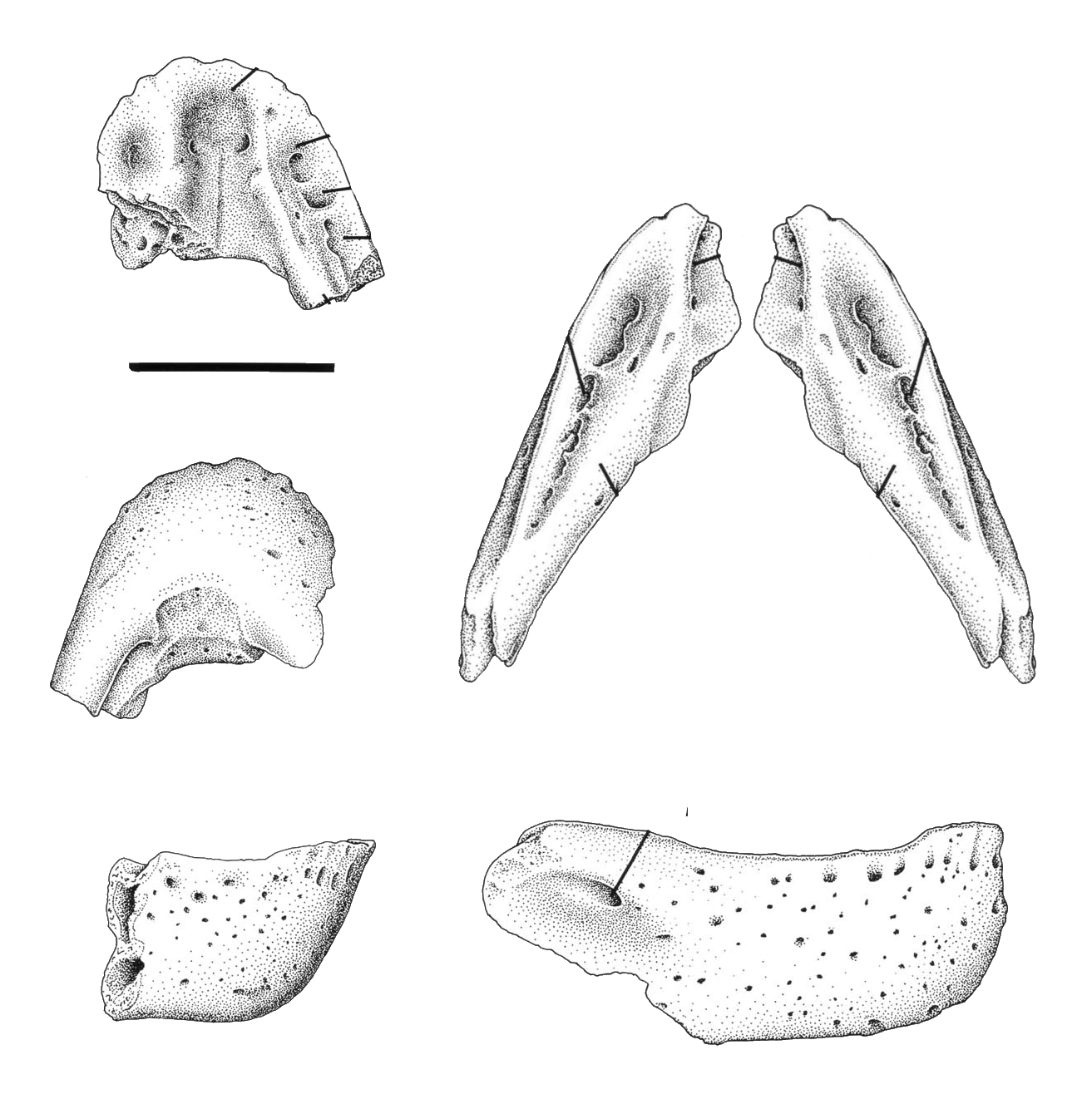
Mandíbulas do holótipo CMGP 401/12457

Caenagnathasia ("mandíbula recente da Ásia") é um pequeno terópode da família Caenagnathidae e da micro-ordem Oviraptorosauria que viveu Cretáceo Superior onde hoje é o Uzbequistão.